# Famiglie di costellazioni

Grafico equirettangolare della declinazione rispetto all'ascensione retta delle costellazioni moderne, con una linea tratteggiata che indica l'eclittica. Le costellazioni sono codificate a colori in base alla famiglia e all'anno di nascita.

Le famiglie di costellazioni sono gruppi di costellazioni che condividono alcune caratteristiche distintive, come la prossimità sulla sfera celeste, un'origine storica o un tema mitologico comune. 
Nella tradizione occidentale, la maggior parte delle costellazioni settentrionali deriva dall'elenco di Claudio Tolomeo nell'Almagesto (che a sua volta ha radici che risalgono all'astronomia mesopotamica), mentre la maggior parte delle costellazioni più meridionali fu introdotta da marinai e astronomi che viaggiarono verso sud tra il XVI e il XVIII secolo. Tradizioni separate nacquero in India e Cina.

## Le famiglie di Menzel
Donald Menzel, direttore dell'Osservatorio di Harvard, ha raccolto diversi gruppi tradizionali nel suo resoconto popolare, A Field Guide to the Stars and Planets (1975), e li ha adattati e regolarizzati in modo che la sua manciata di gruppi coprisse tutte le 88 costellazioni moderne.
Di queste famiglie, una (Zodiaco) si estende a cavallo dell'eclittica che divide il cielo in nord e sud; una (Ercole) ha porzioni quasi uguali a nord e a sud; due sono principalmente in un emisfero (Acque Celesti a sud e Perseo a nord); e quattro sono interamente in un emisfero (La Caille, Bayer e Orione a sud e Orsa Maggiore a nord).

### Famiglia dell'Orsa Maggiore
La famiglia dell'Orsa Maggiore comprende dieci costellazioni settentrionali nelle vicinanze dell'Orsa Maggiore: l'Orsa Maggiore stessa, l'Orsa Minore, il Dragone, i Cani da Caccia, il Boote, la Chioma di Berenice, la Corona Boreale, la Giraffa, la Lince e il Leone Minore. L'omonima costellazione, l'Orsa Maggiore, contiene il famoso Grande Carro.

### Zodiaco

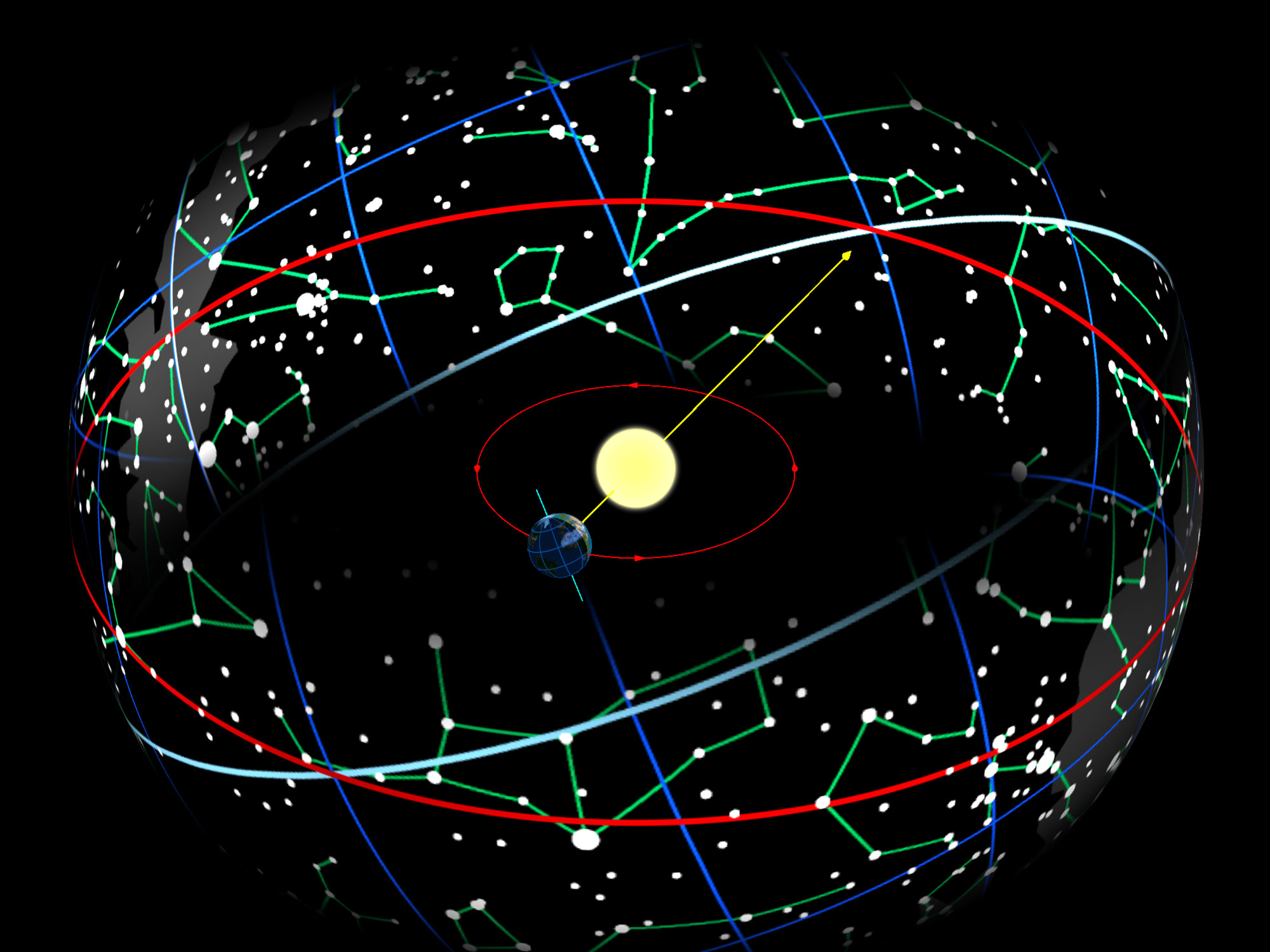
La Terra, nella sua orbita attorno al Sole, fa sì che il Sole appaia sulla sfera celeste mentre si muove sopra l'eclittica (rosso), che è inclinata rispetto all'equatore (blu).

Lo Zodiaco è un gruppo di dodici costellazioni: l'Ariete, il Toro, i Gemelli, il Cancro, il Leone, la Vergine, la Bilancia, lo Scorpione, il Sagittario, il Capricorno, l'Acquario e i Pesci. Alcune versioni di queste costellazioni si ritrovano nelle tradizioni di tutto il mondo, poiché questa fascia attorno alla sfera celeste include l'eclittica, il percorso apparente del sole durante l'anno. L'eclittica attraversa anche la costellazione di Ofiuco, il quale però non viene riconosciuto come segno dello zodiaco, poiché uno zodiaco si basa sulla divisione dell'eclittica in 12 parti uguali piuttosto che sui confini delle costellazioni dell'Unione Astronomica Internazionale.

### Famiglia di Perseo
La famiglia di Perseo comprende sei costellazioni associate al mito di Perseo: Cassiopea, Cefeo, Andromeda, Perseo, Pegaso e la Balena (che rappresenta il mostro inviato a divorare Andromeda). Menzel ha incluso anche alcune costellazioni vicine: l'Auriga, la Lucertola e il Triangolo. Ad eccezione della Balena, queste costellazioni si trovano tutte a nord dell'eclittica. Il gruppo si estende da vicino al polo nord celeste fino alla declinazione -30°.

### Famiglia di Ercole
La Famiglia di Ercole è un gruppo di costellazioni collegate principalmente dalla loro adiacenza sulla sfera celeste. È il raggruppamento più grande di Menzel e si estende dalla declinazione +60° a −70°, principalmente nell'emisfero occidentale. Comprende diciannove costellazioni: Ercole, la Freccia, l'Aquila, la Lira, il Cigno, Volpetta, l'Idra, il Sestante, il Cratere, il Corvo, Ofiuco, il Serpente, lo Scudo, il Centauro, il Lupo, la Corona Australe, l'Altare, il Triangolo Australe e la Croce del Sud.

### Famiglia di Orione
La famiglia di Orione, sul lato opposto del cielo rispetto alla famiglia di Ercole, comprende cinque costellazioni: Orione, il Cane Maggiore, il Cane Minore, la Lepre e l'Unicorno. Questo gruppo di costellazioni trae ispirazione dal mito greco e rappresenta il cacciatore (Orione) e i suoi due cani (Cane Maggiore e Cane Minore) che inseguono la lepre (Lepre). Menzel ha aggiunto l'unicorno (Unicorno) per completezza.

### Acque Celesti
Le Acque Celesti traggono origine dalla tradizione mesopotamica che associa l'area oscura tra Sagittario e Orione al dio Enki e alle Acque Primordiali. Acquario e Capricorno, derivati da costellazioni mesopotamiche, sarebbero stati membri naturali se non fossero già stati assegnati al gruppo dello Zodiaco. Invece, Menzel ampliò l'area e incluse diverse costellazioni disparate, la maggior parte associate all'acqua in qualche forma. Comprende nove costellazioni: il Delfino, il Cavallino, Eridano, il Pesce Australe, la Carena, la Poppa, le Vele, la Bussola e la Colomba. Carena, Poppa e Vela storicamente facevano parte dell'ex costellazione Argo, che nella tradizione greca rappresentava la nave di Giasone.

### Famiglia Bayer
La famiglia Bayer raccoglie diverse costellazioni australi introdotte per la prima volta da Petrus Plancius su diversi globi celesti alla fine del XVI secolo, sulla base di osservazioni astronomiche degli esploratori olandesi Pieter Dirkszoon Keyser e Frederick de Houtman. Le costellazioni presero il nome principalmente da animali esotici riportati nei diari di viaggio di quel periodo e furono copiate nell'influente atlante celeste Uranometria di Johann Bayer nel 1603. Il gruppo comprende undici costellazioni: l'Idra, il Dorado, il Pesce Volante, l'Uccello del Paradiso, il Pavone, la Gru, la Fenice, il Tucano, l'Indiano, il Camaleonte e la Mosca. Bayer etichettò Mosca come "Apis" (l'Ape), ma nel tempo il nome fu cambiato. (La dodicesima nuova costellazione australe di Bayer, il Triangolo Australe, fu collocata da Menzel nella famiglia di Ercole.) La famiglia di Bayer ruota attorno al polo sud celeste, formando una fascia contigua irregolare. Poiché queste costellazioni si trovano nell'estremo sud del cielo, le loro stelle non erano visibili agli antichi Greci e Romani.

### Famiglia La Caille
La famiglia La Caille comprende dodici delle tredici costellazioni introdotte da Nicolas-Louis de Lacaille nel 1756 per rappresentare strumenti scientifici, insieme a Mensa, che commemora la Montagna della Tavola ("Mons Mensa") in Sudafrica, dove installò il suo telescopio. Il gruppo comprende il Regolo, il Compasso, il Telescopio, il Microscopio, lo Scultore, la Fornace, il Bulino, l'Orologio, l'Ottante, la Mensa, il Reticolo, il Pittore e la Macchina Pneumatica. Queste costellazioni deboli sono sparse nell'estremo cielo meridionale e le loro stelle erano per lo più invisibili agli antichi Greci e Romani (Menzel assegnò Pyxis, l'ultimo strumento di Lacaille, al gruppo delle Acque Celesti).